# Pseudachorutes romeroi
Pseudachorutes romeroi is een springstaartensoort uit de familie van de Neanuridae. De wetenschappelijke naam van de soort is voor het eerst geldig gepubliceerd in 1985 door Simon.